# Amelie

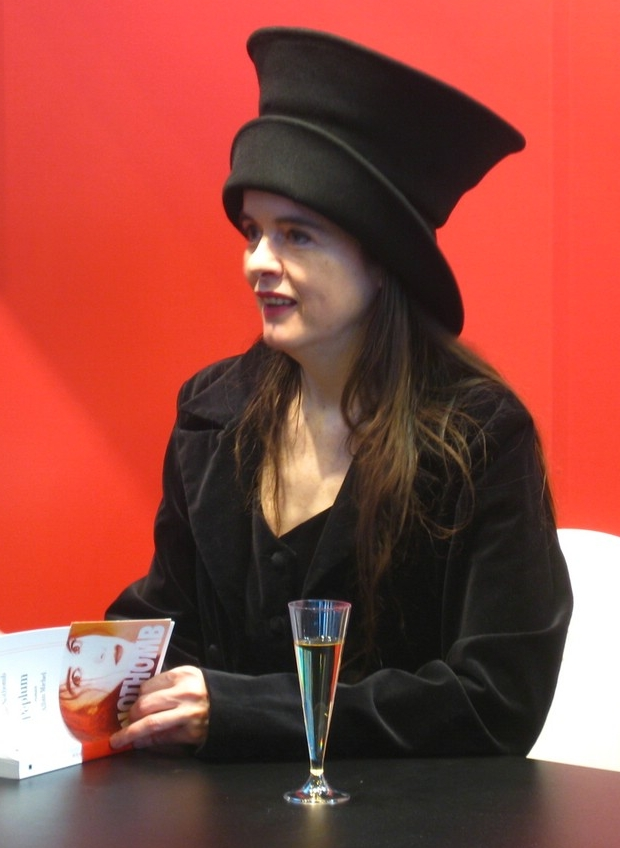
Amélie Nothomb

Kvinnonamnet Amelie eller Amélie är en fransk form av namnet Amalia som betyder verksam. Det äldsta belägget för namnet i Sverige är från år 1786. Namnet var som populärast i Sverige under 1980-talet.
Den 31 december 2012 fanns det totalt 3 127 kvinnor folkbokförda i Sverige med namnet Amelie/Amélie, varav 1 824 bar det som tilltalsnamn.
Namnsdag i Sverige: 20 april|, delas med Amalia. I den finlandssvenska namnsdagslängden har Amelie namnsdag 19 maj sedan 2015.

## Personer med namnet Amelie
- Amélie av Bourbon-Orléans, portugisisk drottning
- Amelie Fleetwood, svensk operasångerska
- Amélie Lundahl,  finlandssvensk konstnär
- Amélie Mauresmo, fransk tennisspelare
- Amélie Nothomb, belgisk författare
- Amelie Posse, svensk författare
- Amelie Rybeck, svensk fotbollsspelare
- Amelie von Zweigbergk, svensk politiker (fp)

## Fiktiva personer med namnet Amelie
- Amélie Poulain, huvudperson i den franska filmen Amelie från Montmartre